# Груба Володимир Іванович
Груба Володимир Іванович (нар. 1930 р., с. Водяне Куйбишевського району Запорізької області — 2001, м. Донецьк) — український науковець, гірничий інженер-електромеханік, колишній професор кафедри гірничої електротехніки та автоматики Донецького національного технічного університету, доктор технічних наук, заслужений працівник вищої школи України, академік Української технологічної академії.

## Біографія
У 1949 р. закінчив Артемівський керамікомеханічний технікум і продовжив навчання у стінах Донецького індустріального інституту, який закінчив у 1954 р. за спеціальністю «Гірничий інженер-електрик».
Працював інженером, старшим інженером-проектувальником електромеханічного відділу інституту «Сталіндіпрошахт» (1954—1958).
У 1958—1961 рр. — аспірант кафедри гірничої механіки Донецького політехнічного інституту.
Кандидатську дисертацію захистив у 1962 р. докторську — у 1973 р., професор по кафедрі «Гірнича електротехніка та автоматика» (1979), заслужений працівник вищої школи УРСР (1982), зав. кафедри (1977—1999).

## Науковий доробок
Засновник науково-прикладного напряму: «Розробка технології, засобів автоматизації і систем управління основними процесами шахти під час гідравлічного видобутку вугілля». Розробив пристрої та елементи вуглесосної станції гідрошахти й ерліфта, протипомпажного захисту турбокомпресора. Один із авторів шахтного ерліфтного гідропідйому, який експлуатується в технології гідравлічного видобутку вугілля США, Японії, Канади.
Опублікував 230 наукових робіт, у тому числі 57 авторських свідоцтв і 13 патентів на винаходи.

## Нагороди
Медалі «За доблесну працю», «Ветеран праці», знак «Шахтарська слава» ІІ і ІІІ ступеня.
Нагороджений чотирма медалями ВДНГ СРСР та іншими відомчими знаками і грамотами.